# Dittatura militare brasiliana

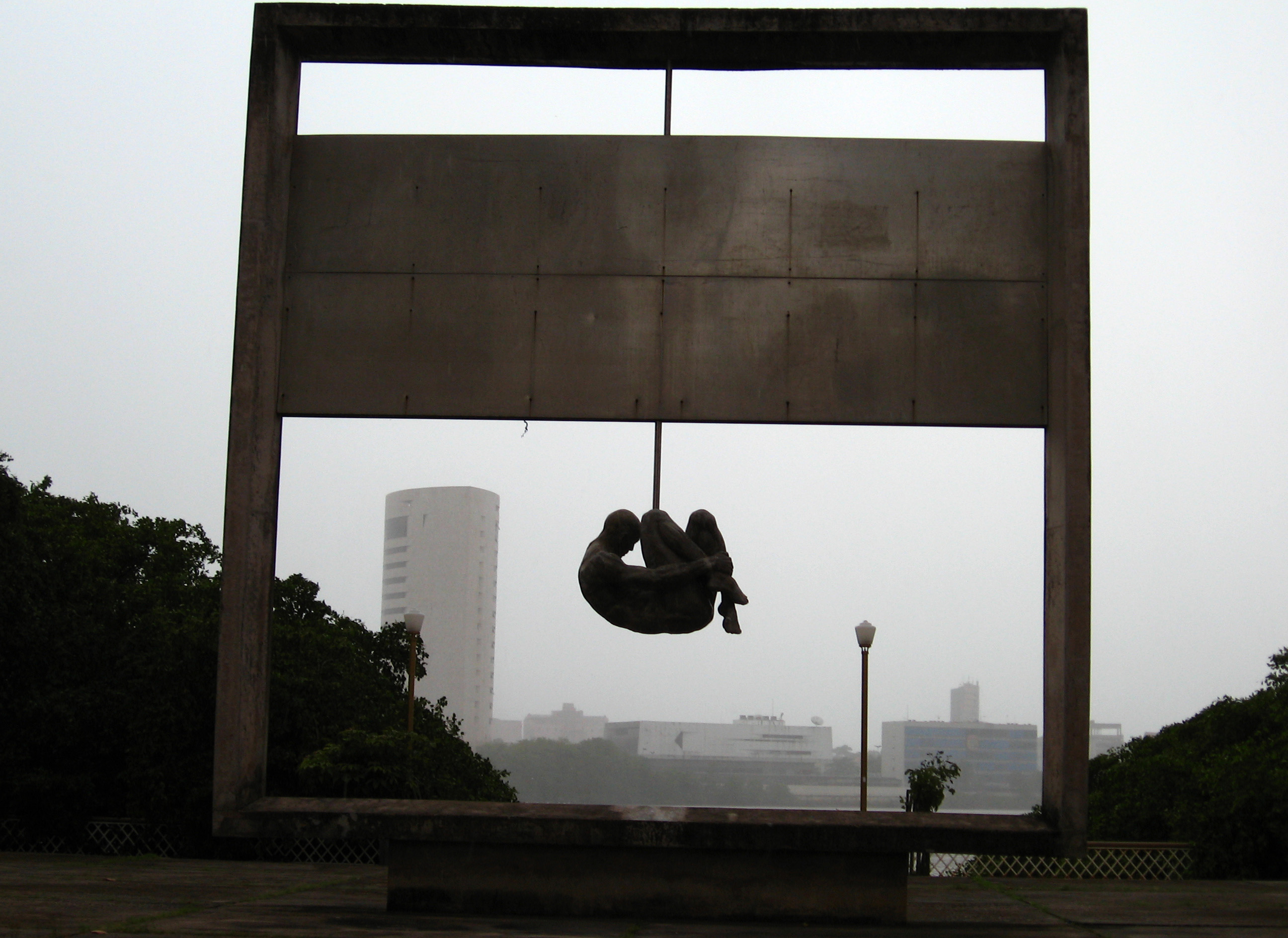
Il Monumento Tortura Nunca Mais a Recife, dedicato alle vittime del regime.

La dittatura militare brasiliana, conosciuta anche come regime dei Gorillas o Quinta Repubblica del Brasile fu il regime militare autoritario che governò il Brasile dal 1º aprile 1964 al 15 marzo 1985 nel contesto della guerra fredda.

## Storia
La dittatura militare ebbe inizio con il colpo di Stato del 1964 guidato dalle Forze armate brasiliane con la destituzione del presidente democraticamente eletto João Goulart, il quale, essendo vicepresidente, era entrato in carica come presidente del Brasile dopo le dimissioni di Jânio Quadros, e terminò quando José Sarney entrò in carica come presidente il 15 marzo 1985. La rivolta militare fu fomentata da José de Magalhães Pinto, Adhemar de Barros e Carlos Lacerda (quest'ultimo aveva già partecipato alla cospirazione atta a deporre Getúlio Vargas nel 1945), governatori rispettivamente degli Stati federati di Minas Gerais, San Paolo e Guanabara. Il golpe fu inoltre appoggiato dal Dipartimento di Stato degli Stati Uniti d'America attraverso la sua ambasciata a Brasilia. La dittatura militare durò per quasi 21 anni e, nonostante le iniziali garanzie del contrario, il governo militare adottò nel 1967 una nuova, più restrittiva, Costituzione, soffocando la libertà di parola e l'opposizione politica. Il regime adottò il nazionalismo e l'anticomunismo come linee guida.

### Politica interna ed estera
Il regime riprese le relazioni del Brasile con le istituzioni finanziarie internazionali, sospese dopo la decisione del presidente Juscelino Kubitschek del 1958 di rifiutare le condizioni imposte dagli Stati Uniti e dal FMI per un prestito di 300 milioni di dollari. Le misure economiche criticate dagli Stati Uniti e dal FMI furono eliminate. Gli scioperi furono vietati, i sindacati soppressi e i salari reali diminuirono, con un calo del PIL del 7% nel 1965. Nello stesso anno, il Brasile firmò un accordo con il FMI, ricevette nuovi crediti e fece ristrutturare il proprio debito estero dagli Stati Uniti, da diversi Paesi creditori europei e dal Giappone. I prestiti annuali passarono da zero a una media di 73 milioni di dollari per il resto degli anni sessanta e poi a quasi 500 milioni di dollari all'anno a metà degli anni settanta. La politica economica del regime militare fu elogiata dalle istituzioni finanziarie internazionali.
Furono avviati progetti ambiziosi per integrare l'Amazzonia nell'economia nazionale a costo della distruzione ambientale e del trasferimento delle popolazioni indigene. La più emblematica di queste fu la costruzione di un'autostrada di oltre quattromila chilometri tra la città di Cabedelo, nel Nordeste, e la città di Lábrea, vicino al confine con la Bolivia. Il progetto – che non fu mai completato – fu inaugurato nel 1972, con l'obiettivo di creare grandi fattorie, controllare meglio i confini e portare la gente povera nella nuova terra evitando una riforma agraria che la dittatura rifiutava.
In politica estera, il regime sostenne il colonialismo portoghese in Africa – allora coinvolto in sanguinosi conflitti in Guinea-Bissau, Angola e Mozambico – e sviluppò relazioni commerciali con il Sudafrica dell'apartheid. Negli anni sessanta, l'unico governo nero con cui il regime intratteneva relazioni diplomatiche era quello di Félix Houphouët-Boigny in Costa d'Avorio. La dittatura raggiunse il suo picco di popolarità negli anni 1970, durante il cosiddetto "miracolo economico brasiliano", nonostante il regime avesse censurato tutti i media e torturato ed esiliato i dissidenti.

### Il processo di ridemocratizzazione
João Figueiredo divenne presidente nel marzo 1979 e nello stesso anno approvò la legge d'amnistia per i crimini politici compiuti a favore e contro il regime. Mentre combatteva la "linea dura" interna al governo, supportando le politiche di ri-democratizzazione del paese, Figueiredo non riuscì a controllare lo sgretolarsi dell'economia, l'inflazione cronica e la simultanea caduta delle altre dittature militari in America meridionale. Le prime elezioni libere in 20 anni si tennero nel 1982, fra le grandi dimostrazioni popolari nelle strade delle principali città del Paese, conosciute con il nome di Diretas Já. Nel 1985 si tenne l'elezione presidenziale, per la prima volta dagli anni 1960 con candidati civili, questa volta per eleggere (indirettamente) un nuovo presidente, e fu vinta dall'opposizione. Nel 1988 fu varata una nuova costituzione, ed il Brasile tornò ad essere ufficialmente una democrazia. Da quel momento in poi i militari sono tornati sotto il controllo delle istituzioni civili.
Il regime militare brasiliano funse da modello per altri regimi militari e dittature nell'America Latina, sistematizzando la "Dottrina della Sicurezza Nazionale", la quale giustificava le azioni compiute dall'esercito in funzione della sicurezza nazionale in tempo di crisi, creando una base intellettuale sulla quale poi gli altri regimi militari fecero affidamento.

### Vittime
Nel 2014, quasi 30 anni dopo la caduta del regime, l'esercito brasiliano riconobbe per la prima volta i crimini commessi dai suoi membri durante gli anni della dittatura, inclusi la tortura e l'omicidio di dissidenti politici. Nel maggio 2018 il governo degli Stati Uniti d'America pubblicò un memorandum, scritto da Henry Kissinger (segretario di Stato durante la dittatura in Brasile) e risalente all'aprile 1974, il quale confermava che la leadership dell'esercito brasiliano era a conoscenza dell'uccisione dei dissidenti. È stato stimato che, durante il regime, almeno 434 persone sono state uccise o sono scomparse. Alcuni attivisti per i diritti umani ed altre persone hanno ipotizzato che il vero numero di vittime potrebbe essere molto più alto, ma le forze armate brasiliane lo hanno sempre negato. È stato inoltre calcolato che oltre 8.000 indigeni brasiliani siano stati uccisi durante la dittatura.

## Nella cultura popolare
Nel 2024 il regista brasiliano Walter Salles ha diretto il film Io sono ancora qui ambientato nel Brasile durante gli anni '70, basato sulla storia della famiglia Paiva, il cui padre Rubens Paiva fu uno degli oppositori del regime arrestato e poi ucciso e di cui il corpo non fu mai ritrovato.